# أنيميك دي هان
أنيميك دي هان (بالهولندية: Annemiek Nicolien de Haan) هي مجدفة هولندية، ولدت في 15 يوليو 1981 في خرونينغن في هولندا.

## وصلات خارجية
- أنيميك دي هان على موقع الاتحاد الدولي للتجديف (الإنجليزية)
- أنيميك دي هان على موقع اللجنة الأولمبية الدولية (الإنجليزية)
- أنيميك دي هان على موقع أوليمبيديا (الإنجليزية)